# Vladimír Saudek
Vladimír Saudek (* 12. února 1950) je vědecký pracovník a překladatel z francouzštiny.

## Život

### Rodinné zázemí
Vladimír Saudek se narodil 12. února 1950 do „překladatelské“ rodiny s příbuzenskými vazbami na Franze Kafku. Jeho otcem byl český překladatel Erik Adolf Saudek (1904–1963) (z angličtiny, němčiny a francouzštiny). Jeho matkou byla česká redaktorka (a překladatelka z němčiny do češtiny) Věra Saudková (1921–2015; rozená David, byla poslední žijící neteř Franze Kafky. Matka Věra Saudková - babička Vojtěcha Saudka Ottilie Kafka-David byla nejmladší sestrou Franze Kafky. Vladimírův o rok mladší bratr byl skladatel vážné hudby a překladatel Vojtěch Saudek (1951–2003).

### Studia a práce
Vladimír Saudek je vědecký pracovník. Po studiích na Přírodovědecké fakultě Univerzity Karlovy v Praze pracoval v Československé akademii věd. Vladimír Saudek od roku 1985 žije a pracuje v zahraničí (Anglie, USA, Francie). Překladům z francouzštiny se věnuje příležitostně.

## Překlady
- ETCHERELLI, Claire. Elisa, aneb, Opravdový život. (Elise ou la vraie vie.) Překlad z francouzštiny Vladimír Saudek. Vydání 1. Praha: Svoboda, 1972; 221 stran; Jiskry.[4][6]
- GARY, Romain (pseudonym: Émile Ajar; Emil Ajar). Život před sebou. (La vie devant soi.) Překlad z francouzštiny Vladimír Saudek. Vydání 2., V nakladatelství Plus 1. V Praze: Plus, 2013; 214 stran; Pestrá řada soudobé prózy; svazek 2. ISBN 978-80-259-0148-9 (první vydání Praha, Odeon, 1993; poprvé vyšlo ve francouzštině v roce 1975).[4][7]

## Galerie

Rodina Kafkova
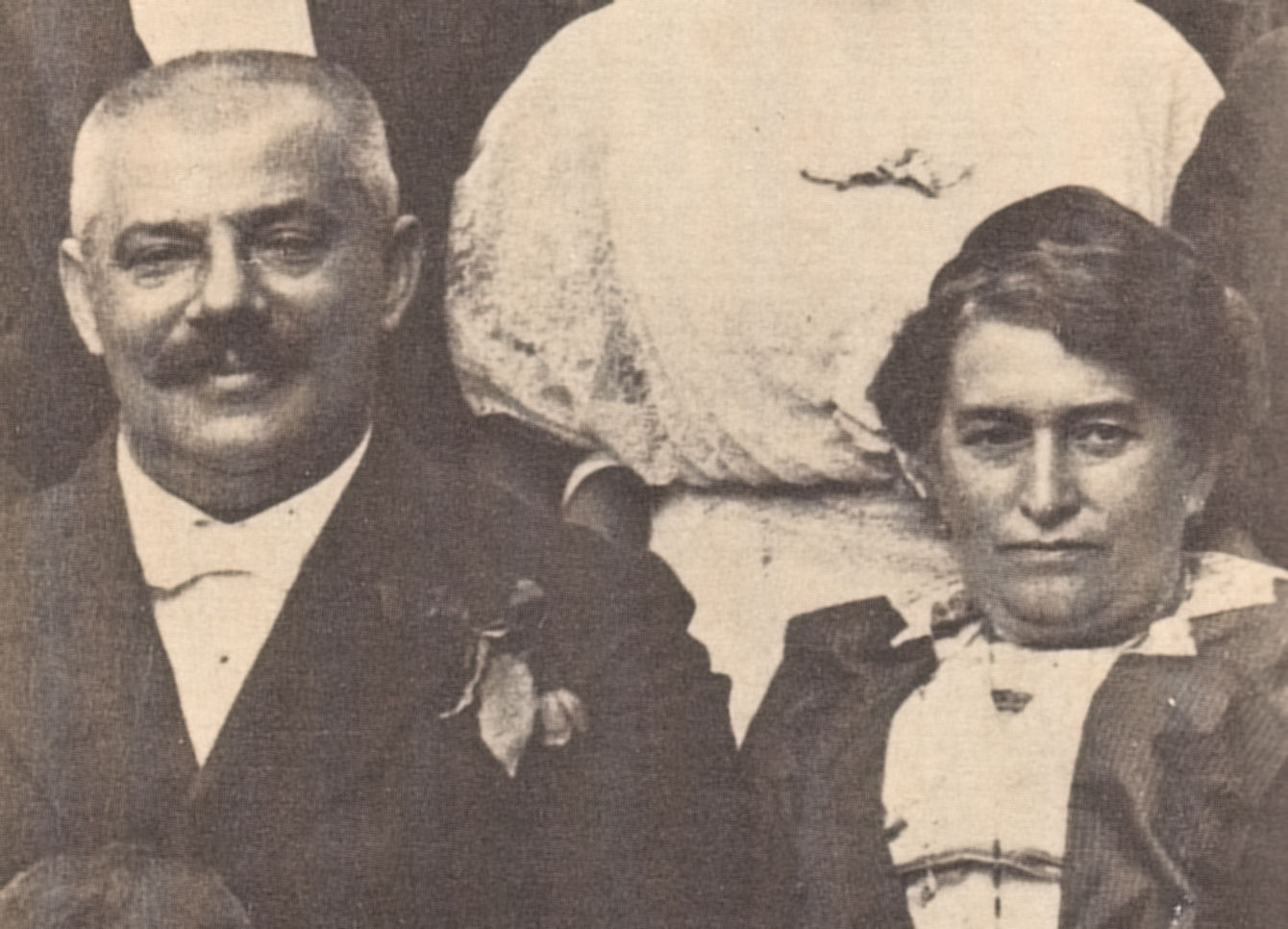
Rodiče Franze Kafky (kolem roku 1913): Hermann Kafka a Julie Kafka
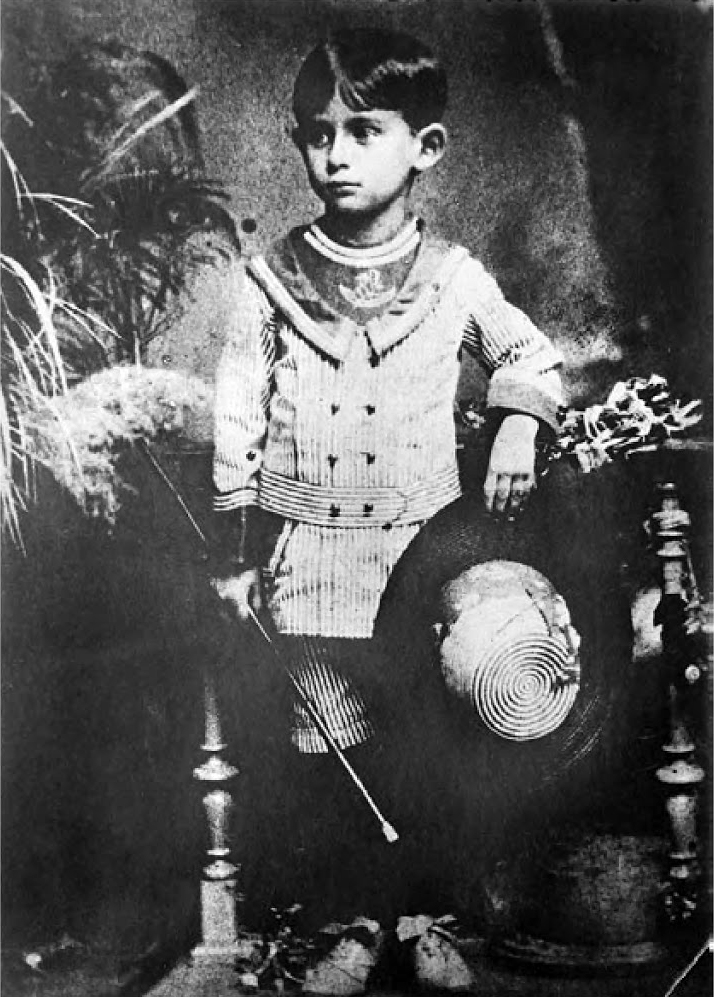
Mladý Franz Kafka (kolem roku 1888)
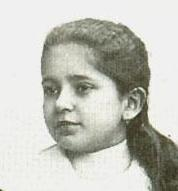
Kafkova sestra: Gabriele Kafka („Ellie“) (kolem roku 1898)
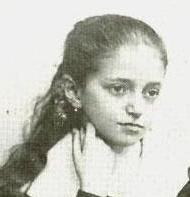
Kafkova Sestra: Valerie Kafka („Valli“) (kolem roku 1898)
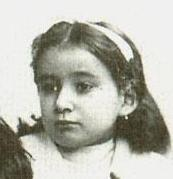
Kafkova sestra: Otilie Kafka („Ottla“) (kolem roku 1898)
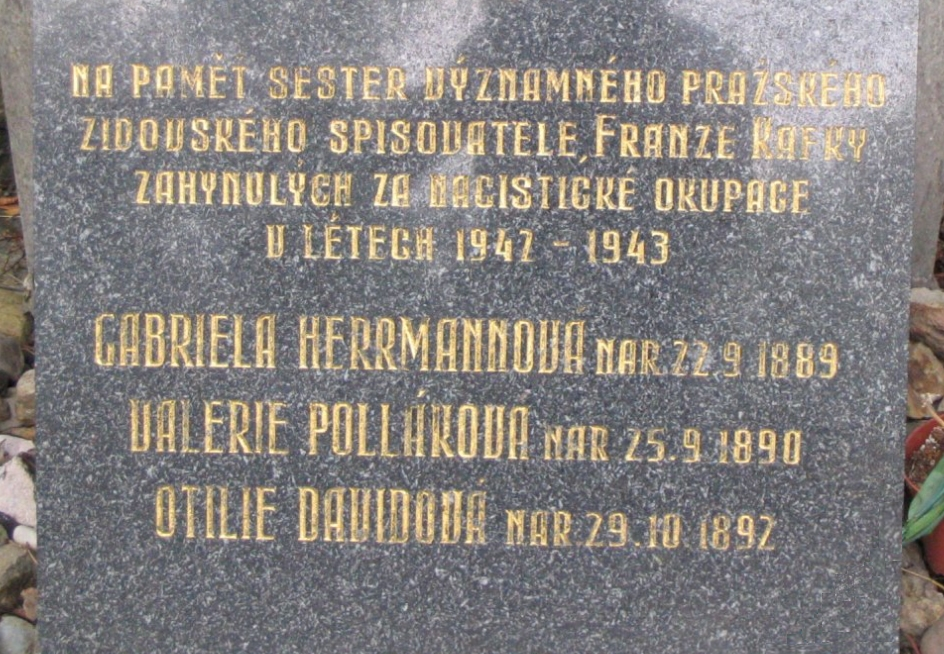
Pamětní deska tří Kafkových sester na Novém židovském hřbitově v Praze